# Чтица (фильм)
«Чтица» (фр. La Lectrice) — кинофильм, снятый в 1988 году. Экранизация произведения, автор которого — Раймон Жан.

## Сюжет
Фильм представляет  собой рассказ в рассказе: молодая женщина Констанс читает своему мужу роман под названием «Чтица». Главная героиня этой книги Мари подала в газету объявление, в котором предложила свои услуги чтицы на дому. Первым её клиентом стал подросток-инвалид Эрик...

## В ролях
- Миу-Миу — Констанс / Мари
- Режис Руайе — Эрик
- Мария Касарес — генеральша
- Патрик Шене — директор фирмы
- Пьер Дюкс — судья
- Кристиан Рюше — Жан / Филипп
- Бриджит Катийон — мать Эрика
- Марианн Деникур — Белла
- Шарлотт Фарран — Корали
- Клотильда де Байсер — мать Корали
- Андре Вильм и др.

## Награды и номинации

### Награды
- 1989 - Премия «Сезар»
  - Лучший актер второго плана - Патрик Шене
- 1988 - Приз Луи Деллюка
  - Приз Луи Деллюка - Мишель Девиль

### Номинации
- 1989 - Премия «Сезар»
  - Лучшая актриса - Миу-Миу
  - Лучший режиссёр - Мишель Девиль
  - Лучший монтаж - Раймонд Гийо
  - Лучший фильм - Мишель Девиль
  - Лучший постер - Бенджамин Балтимор
  - Лучший дизайн - Тьерри Лепруст
  - Лучшая актриса второго плана - Мария Касарес
  - Лучший сценарий - Мишель Девиль, Розалинда Девиль